# Josh van der Flier
Joshua Dirk van der Flier (Wicklow, 25 de abril de 1993) es un rugbista irlandés que se desempeña como ala y juega en el Leinster Rugby del United Rugby Championship. Es internacional con el XV del Trébol desde 2016.
Actualmente es considerado el mejor ala del hemisferio norte y fue elegido Mejor Jugador del Mundo en 2022, convirtiéndose en el tercer irlandés, luego de Keith Wood y Jonathan Sexton, en ganar el galardón.

## Biografía
Tiene ascendencia neerlandesa a través de sus abuelos paternos, de ahí su apellido, quienes inmigraron a Irlanda en los años 1950. Su familia posee una fábrica de radiadores y a él se le apoda el «neerlandés».
Empezó a jugar al rugby a la edad de 8 años por su padre Dirk, fue medio scrum hasta los 14 años y destacó en los torneos colegiales jugando de centro. Está casado con Sophie De Patoul.

## Carrera
Se formó en Leinster Rugby y debutó como profesional en octubre de 2014, contra el equipo italiano Zebre Rugby. En abril de 2015 se anunció que se le había renovado el contrato.
Tras su impresionante nivel en la temporada 2021–22, fue nombrado mejor jugador masculino de Leinster y ganó el premio «Guinness rugbista masculino del año». Además, se lo honró como mejor rugbista de su país y Jugador Europeo del Año.

## Selección nacional
Representó a los Wolfpuppies dos años, uniéndose para el Campeonato Mundial de 2012 y jugando un solo partido. La temporada siguiente jugó diez pruebas, participando del Seis Naciones M20 2013 y el Mundial de Francia.

### XV del Trébol
El neozelandés Joe Schmidt lo convocó a la selección absoluta para disputar el Torneo de las Seis Naciones 2016 y debutó en febrero ante la Rosa, jugando en el legendario estadio de Twickenham.

### Participaciones en Copas del Mundo
Schmidt lo llevó a Japón 2019 como titular indiscutido y lo alineó junto a Peter O'Mahony y el octavo CJ Stander.
| Mundial                       | Sede  | Resultado        | PJ | Tries |
| ----------------------------- | ----- | ---------------- | -- | ----- |
| Copa Mundial de Rugby de 2019 | Japón | Cuartos de final | 4  | 0     |

## Palmarés
En 2022, durante los Premios World Rugby, fue elegido el Mejor Jugador del Mundo.
- Campeón del Torneo de las Seis Naciones de 2018,2023,2024
- Campeón de la Copa de Campeones de 2017-18.
- Campeón del United Rugby Championship de 2017–18, 2018-19, 2019-20 y 2020-21.